# 日本防犯装備協会
特定非営利活動法人　日本防犯装備協会 （とくていひえいりかつどうほうじん　にほんぼうはんそうびきょうかい）とは神奈川県が認証した特定非営利活動法人（NPO法人）であり、日本で初めて警棒・防犯スプレー・催涙スプレー・刺又・スタンガン等の防犯装備品に関して、一般市民に対して使用方法を教授するNPO法人である。
また、防犯装備に関して一定の知識・技術を有している者に対して防犯装備士資格を発行している。